# Desastres naturales en Nigeria
Los desastres naturales en Nigeria han sido relacionados principalmente con el clima de Nigeria, que han ocasionado pérdidas de vidas e incluso de propiedades. Una de las causas por las que un desastre natural puede ser ocasionado son por inundaciones, deslizamientos de tierra, plagas de insectos, entre otros. Para que un desastre sea  clasificado como tal, deberá tener un profundo efecto ambiental y/o pérdidas humanas, y frecuentemente deberá incurrir en pérdidas financieras. Este hecho se ha convertido en un tema de preocupación, amenazando a grandes poblaciones que viven en diversos ambientes en los últimos años.
Nigeria se ha enfrentado a varios tipos de desastres, que van desde inundaciones, erosión costera y del suelo, deslizamientos de tierra, maremotos, erosión costera, tormentas de arena, derrames de petróleo, plagas de langostas/insectos y otros desastres provocados por el hombre. Debido a que el entorno expansivo del país no ha sido protegido, ocasiona que la gente se encuentre vulnerable a estos desastres. Algunos otros tipos de peligros incluyen las tormentas de polvo del norte, que generalmente se originan desde los estados del norte hacia el sur; causando daños a través de grandes depósitos de polvo y suciedad de estas regiones. El granizo es otra causa natural, que rara vez ocurre en partes de Nigeria, pero cuando ocurre, provoca daños en los cultivos y las propiedades.

## Tipos de desastres naturales

### Sequía
La sequía de 1972 y 1973 atribuyeron a la muerte del 13% de los animales en el noreste de Nigeria que equivale a una pérdida anual de rendimiento agrícola de más del 50%.
La tendencia de las precipitaciones entre los años 1960 y 1990 en el noreste de Nigeria ha disminuido constantemente en unos 8 mm/año.
La sequía más reciente de Nigeria ocurrió entre 1991 y 1995.
Las precipitaciones en el noreste de Nigeria entre el periodo 1994 y 2004 muestran que la precipitación anual total oscila entre 500 y más de 1000 mm.

### Inundación
Las recurrentes inundaciones en diferentes zonas de Nigeria han provocado considerables daños socioeconómicos, heridos y muertos.

#### 2021
En agosto del 2021, ocurrió una desafortunada inundación en el estado de Adamawa, que afectó a más de 79 comunidades en 16 áreas del gobierno local. Los informes reportan que 7 personas perdieron la vida, asesinaron a 7 y alrededor de 74,713 personas se quedaron sin hogar; Mientras que 150 tierras de cultivo y alrededor de 66 casas fueron destruidas según la Agencia de Manejo de Emergencias del estado de Adamawa (ADSEMA).

#### 2020
En el año 2020, 68 personas murieron y 129 000 personas fueron desplazadas de su hogar debido a las inundaciones de este mismo año. Esto es según el director general de NEMA, un caso de Muhammadu Muhammed.

#### 2017
La inundación provocada en el año 2017 del estado de Benue  tuvo lugar en  el mes de septiembre en el centro de Nigeria . que desplazó a 100.000 personas, y dañó unas 2.000 viviendas.

#### 2010
Más de 1000 residentes de la región de los estados de Lagos y Ogun de Nigeria fueron desplazados a causa de las inundaciones asociadas con las fuertes lluvias, que se vio agravada aún más por la liberación de agua de la presa Oyan en el río Ogun
Alrededor de 250, 000 personas nigerianas se vieron afectadas por las inundaciones del año 2016, mientras que 92, 000 se vieron afectadas en el año 2017

## Gestión de emergencias
Agencia Nacional de Socorro de Emergencia (NERA)
En respuesta a una devastadora inundación, se creó la Agencia Nacional de Socorro de Emergencia (NERA)  por el Decreto 48 de 1976 después de los caos en los años 1972 y 1973. NERA era una agencia de gestión posterior al desastre con un enfoque exclusivo en la coordinación y distribución de material de socorro a las víctimas del desastre.

### Agencia Nacional de Manejo de Emergencias (NEMA)
El Marco Nacional de Gestión de Desastres de Nigeria (NDMF) se creó en el año 2010 para servir como instrumentos legales para guiar el compromiso de las partes interesadas con respecto a la gestión de desastres en Nigeria. Además, fue creado para fomentar la organización eficaz y eficiente de desastres entre los gobiernos federal, estatal y local, las organizaciones de la sociedad civil y el sector privado. NDMF tiene 7 áreas de enfoque y un criterio de suficiencia, a saber:
- Capacidad institucional
- Coordinación
- Evaluación del riesgo de desastres
- Reducción de Desastres
- Prevención, preparación y mitigación de desastres
- Respuesta al desastre
- Recuperación de desastres
- Facilitadores y Habilitadores